# Stéphanie de Belgique
Vous lisez un « article de qualité » labellisé en 2020.
Stéphanie Clotilde Louise Herminie Marie Charlotte de Saxe-Cobourg et Gotha, duchesse de Saxe, princesse de Belgique, née le 21 mai 1864 au château de Laeken et morte le 23 août 1945 à l'abbaye territoriale de Pannonhalma, dans le comitat de Győr-Moson-Sopron, en Hongrie, est une princesse de Belgique et, par mariage, archiduchesse héritière d'Autriche-Hongrie.  
Seconde fille du roi des Belges Léopold II et de la reine Marie-Henriette, elle se marie à Vienne le 10 mai 1881 avec l'archiduc Rodolphe d'Autriche, héritier de l'Empire austro-hongrois. Seule une fille naît de cette union en 1883 : Élisabeth-Marie. Le mariage de Stéphanie, contracté sur des bases politiques, mais n'empêchant pas l'estime mutuelle des conjoints, devient rapidement fragile. Rodolphe, dépressif et déçu par la politique, multiplie les liaisons extraconjugales et contracte une maladie vénérienne qu'il transmet à sa femme qui en devient stérile avant d'avoir donné le jour à un héritier mâle. L'archiduc-héritier trouve la mort en 1889, à Mayerling, dans des circonstances restées aussi scandaleuses que mystérieuses. Stéphanie, veuve à 24 ans, demeure à la cour des Habsbourg-Lorraine. 
En 1900, elle se remarie avec un comte hongrois, Elemér Lónyay, et est dès lors exclue de la maison impériale et royale d'Autriche-Hongrie. Cependant, cette seconde union, conclue en raison de sentiments réciproques, lui apporte quelque apaisement. Après la mort de son père, en 1909, Stéphanie se joint à sa sœur aînée Louise pour réclamer à la justice belge la part d'héritage dont elles estiment toutes deux avoir été dépouillées. 
Jusqu'à la Seconde Guerre mondiale, le comte et la comtesse Lónyay passent paisiblement leur vie au château d'Oroszvár en Slovaquie. En 1935, Stéphanie publie ses mémoires, intitulés Je devais être impératrice. En 1944, elle déshérite sa fille, qui avait divorcé pour vivre avec un député socialiste et qu'elle n'avait plus vue depuis 1925. L'arrivée de l'armée soviétique, en avril 1945, à la fin de la guerre, contraint le couple à quitter son château pour se réfugier à l'abbaye territoriale de Pannonhalma, en Hongrie, où, le 23 août 1945, Stéphanie, âgée de quatre-vingt-un ans, meurt d'une congestion cérébrale. Elle repose dans la crypte de l'abbaye de Pannonhalma.

## Biographie

### Premières années

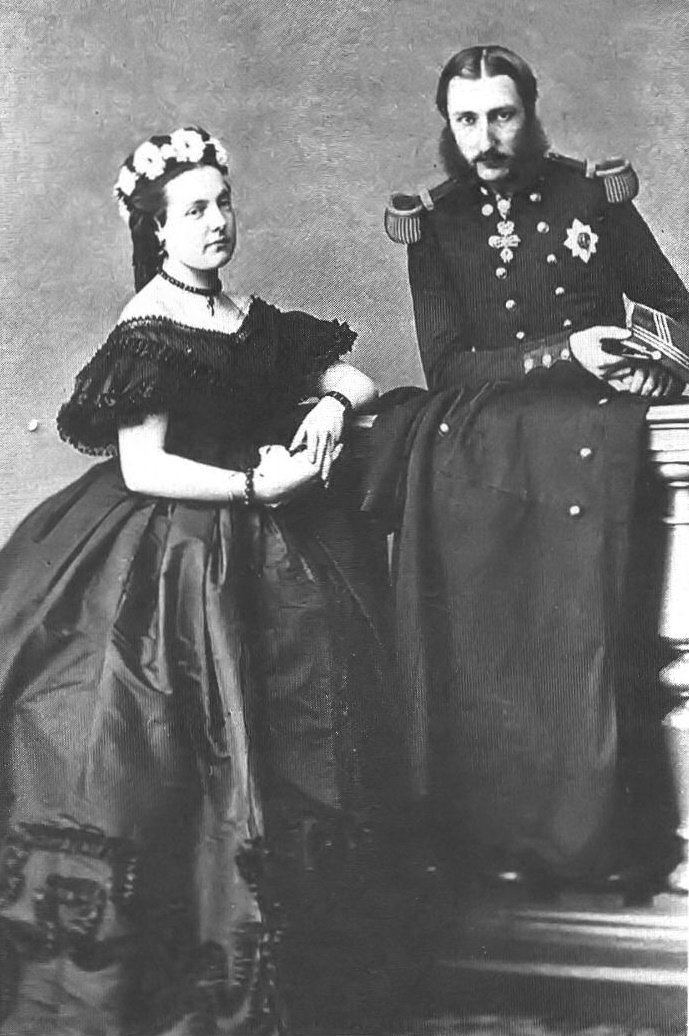
Léopold et Marie-Henriette, duc et duchesse de Brabant, par Louis-Joseph Ghémar en 1864.

#### Contexte familial et naissance
Stéphanie de Belgique est le troisième enfant du futur roi des Belges Léopold II et de la reine Marie-Henriette, couple mal assorti et malheureux. L'union de ses parents a été décidée, en 1853, en raison de motifs exclusivement politiques afin d'assurer à la Belgique une maison alliée puissante, par le roi Léopold Ier et les Habsbourg, sans consulter les principaux intéressés que presque tout oppose. Le marié n'est guère attiré par la vie de famille et se passionne pour les questions politiques et économiques du royaume sur lequel il s'apprête à régner, tandis que la mariée est une jeune femme versée dans la religion et aux centres d'intérêt limités à l'équitation, aux chiens et à la musique.
Stéphanie de Belgique naît au château de Laeken le 21 mai 1864 et est ondoyée le jour de sa naissance. Le 25 juin 1864, elle est baptisée, lors d'une cérémonie qui dure une heure, dans la chapelle du château de Laeken et reçoit comme parrain son oncle maternel l'archiduc Étienne et comme marraine sa tante maternelle par alliance, l'archiduchesse Clotilde, avant que soit donné un grand déjeuner de gala de 60 couverts. 
Stéphanie a une sœur et un frère aînés : Louise, née en 1858, et Léopold, né en 1859. Le 10 décembre 1865, le roi Léopold Ier, grand-père paternel de Stéphanie et fondateur de la dynastie belge, meurt après un règne de 34 ans. Son fils, le père de Stéphanie, accède au trône sous le nom de Léopold II.

#### Un drame familial et dynastique

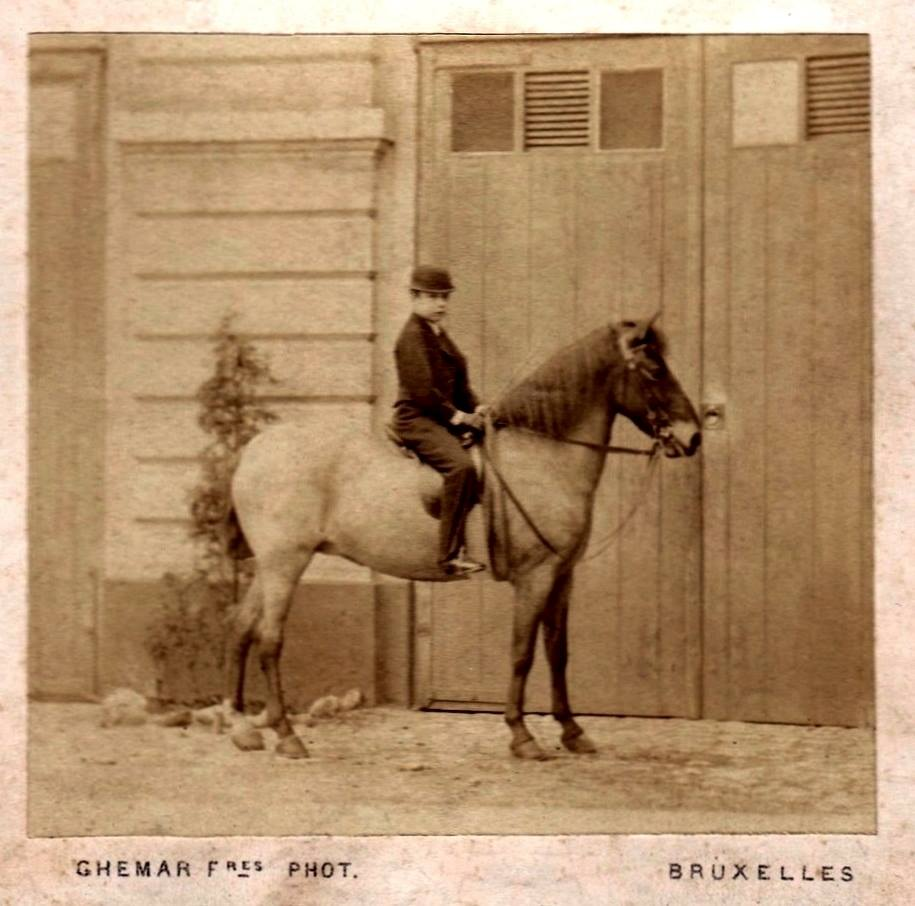
Le prince Léopold sur son poney Kiss me quick, photographié en 1868 par Louis-Joseph Ghémar.

Au printemps 1868, Léopold, héritier du trône, bientôt neuf ans, est sujet à un refroidissement à la suite d'une chute dans l'étang du parc de Laeken. Son état se dégrade rapidement : le médecin diagnostique une péricardite aiguë. En été, il paraît se rétablir, mais sa toux persiste. Le médecin préconise l'ablation de la luette et réalise cette intervention chirurgicale avant que son jeune patient se rende en convalescence à Ostende. Marie-Henriette s'isole à Spa pour se reposer, tandis que le roi, retenu par les affaires d'État, et ses deux filles demeurent à Laeken. En août, Léopold, souffrant d'hydropisie, est ramené à Laeken. Marie-Henriette ne quitte dès lors plus son chevet. Après avoir reçu les derniers sacrements en septembre, le jeune malade paraît mieux, mais son état empire de nouveau jusqu'à ce que la mort l'emporte le 22 janvier 1869. 
Dans ses mémoires, Stéphanie écrit : « Le premier événement qui s'est profondément gravé dans ma mémoire, fut la mort de ce frère aimé[…]. Bien que je n'eusse que quatre ans et demi, je me souviens encore parfaitement de cet enfant délicieusement beau et tendre, de sa résignation durant sa courte maladie, et de la douleur poignante de ma mère, quand il expira dans ses bras. ». L'enfance de Stéphanie est, dès lors, marquée par ce deuil : « Depuis ce moment, mes souvenirs voient s'assombrir la vie conjugale de mes parents. Frappée en plein cœur par la mort de son fils, ma mère avait bien changé : cet enfant avait été le but de sa vie, il l'avait réconciliée avec le destin qui lui était échu. ».
Au début de l'année 1871, des épidémies de typhus et de variole sévissent à Bruxelles. La reine porte, sans se soucier de la contagion potentielle, des secours aux familles atteintes. Le 10 avril, la princesse Stéphanie, qui n'a pas encore sept ans, contracte le typhus au grand désarroi de ses parents, qui craignent de voir mourir un second enfant. Durant de longues semaines, la fillette est inconsciente, fiévreuse et souffre beaucoup. Ses proches la préparent à la mort. Son père vient souvent la voir, sa mère et la fidèle Toni Schariry, une bonne d'enfant d'origine allemande, engagée peu après la naissance de Stéphanie, pleurent à son chevet. La petite princesse n'est sauvée que par les soins d'un médecin ardennais inconnu, mais à qui le couple royal avait accordé ses entrées, qui préconise des bains froids. La fièvre diminue et en octobre, Stéphanie est considérée comme rétablie. Après la guérison de leur fille, Léopold et Marie-Henriette l'emmènent avec sa sœur en convalescence à Biarritz, en effectuant une halte à Paris.
Le roi nourrit l'espoir d'avoir un second fils et reprend donc une vie intime avec la reine ; mais, après une fausse couche en mars 1871, c'est encore une fille qui naît le 30 juillet 1872 : Clémentine, le dernier enfant du couple royal. Stéphanie relate à propos de ses parents : « Il est triste et décourageant de songer que ces deux êtres […] n'aient pu vivre en meilleure entente et se créer un foyer. Mais malheureusement, ils ne se sont pas compris. Leurs chemins se sont croisés un seul instant, pour s'écarter aussitôt et à jamais. Il choisit celui de l'indifférence, de l'infidélité, elle dut accepter celui de la résignation, de la solitude et de la douleur. ».

#### Instruction et éducation

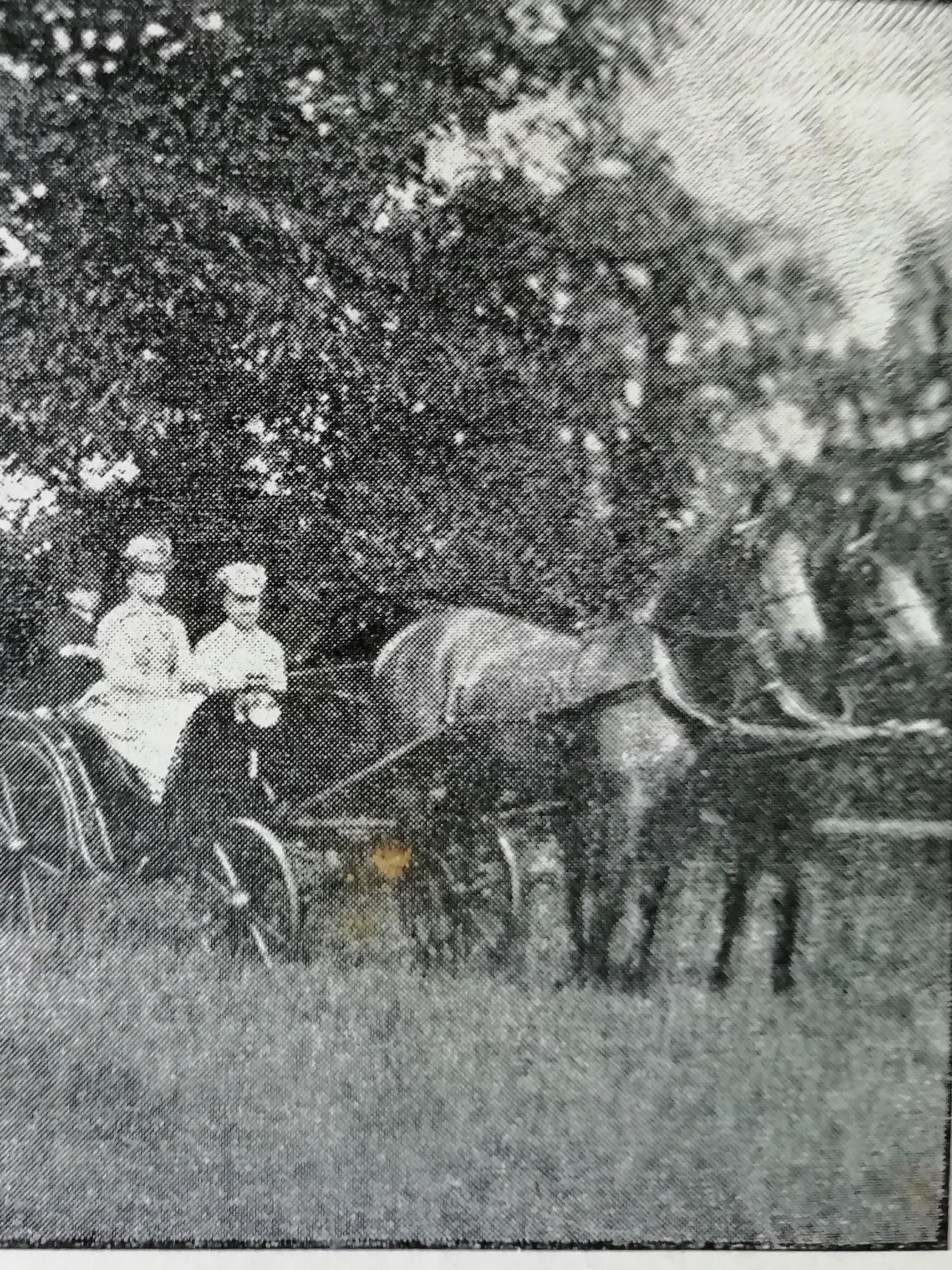
La reine Marie-Henriette et sa fille Louise conduisant un attelage. Photo de Géruzet frères, vers 1874.

À partir de 1874, Stéphanie, nantie jusqu'ici d'une gardienne d'enfant — la Viennoise Antoinette Polsterer — est placée sous la direction de la gouvernante de sa sœur Louise, mademoiselle Legrand. Stéphanie écrit : « Mon instruction commença à l'âge de dix ans ; je compris aussitôt que, dès ce moment livres et cahiers allaient prendre la place de mes jouets, qu'une vie plus ordonnée allait commencer. ». Stéphanie bénéficie de l'enseignement à domicile de professeurs qui lui dispensent des cours variés au fil de son éducation : français, anglais, allemand, néerlandais et hongrois pour les langues, tandis que des leçons de mathématiques, d'équitation, d'histoire, d'histoire de l'art, de religion, de botanique, de rhétorique lui sont également données. Cependant, le niveau d'instruction des princesses n'est pas très élevé : « Les programmes manquaient d'étendue. Dans le décor sévère de la salle d'étude, c'était d'ordinaire d'une façon trop rudimentaire qu'on s'appliquait à l'histoire, à la géographie, à la littérature, aux mathématiques ; une place prépondérante étant laissée aux arts d'agrément : peinture, dessin, musique, ainsi qu'aux travaux à l'aiguille. ».
Si l'instruction de Stéphanie est quelque peu rudimentaire, la discipline est stricte : « Nous nous levions de grand matin : en été, à cinq heures, en hiver, à six heures. Pendant notre toilette, le silence le plus absolu était de rigueur ; toute infraction à cette règle entraînait une punition sévère. Nous devions nous habiller et nous peigner seules. La femme de chambre se tenait dans la pièce et nous surveillait. Afin de nous mettre à l'épreuve, la gouvernante faisait souvent des entrées inattendues.[…] Nos robes étaient aussi simples que notre coiffure. Taillées en forme de chemise, elles tombaient sans la moindre garniture, au-dessous du genou ; une ceinture de cuir les retenait. Afin de nous endurcir, les fenêtres de notre chambre à coucher, été comme hiver, restaient ouvertes : on ne chauffait que rarement. ». Louise et Stéphanie doivent elles-mêmes épousseter leur chambre au mobilier rudimentaire. Parfois, elles rejoignent le roi et la reine au moment de leur petit-déjeuner. À leur table, ornée de fleurs, se trouvent des friandises auxquelles les princesses n'ont pas le droit de goûter. Lorsque Stéphanie est punie, elle doit se mettre à genoux sur des pois secs ou demeurer enfermée durant des heures, dans l'obscurité, entre des portes doubles. Stéphanie et Louise déjeunent et dînent avec leurs parents après que leur gouvernante a fait son rapport sur leur conduite à la reine. Lorsque le roi fait son entrée dans la salle-à-manger, les princesses se lèvent et s'inclinent avant de lui baiser la main qu'il porte ensuite sur leur tête, sans un mot. Seule Toni témoigne une affection constante à la jeune princesse. Les jours de fête, Pâques, Saint-Nicolas et Noël, constituent les seuls moments où Stéphanie et ses sœurs sont choyées.

### Archiduchesse héritière d'Autriche-Hongrie

#### Projets matrimoniaux
Alors que sa sœur aînée Louise a épousé en 1875 un cousin fortuné de son père, le prince Philippe de Saxe-Cobourg-Gotha, officier autrichien et ami de l'archiduc héritier Rodolphe d'Autriche, la princesse Stéphanie poursuit ses études et s'occupe volontiers de sa sœur cadette Clémentine car le départ de Louise laisse un vide immense à Laeken.
Marie-Henriette prend l'habitude d'emmener fréquemment Stéphanie en excursion afin de veiller à son éducation. Stéphanie effectue sa première communion le 12 juin 1876 et apparaît officiellement pour la première fois à la cour. Quelques mois plus tard, Louise et son mari se rendent à Bruxelles. Stéphanie trouve sa sœur aînée qui s'est muée en une « jeune femme admirée et fêtée » bien différente de la jeune fille qu'elle connaissait.

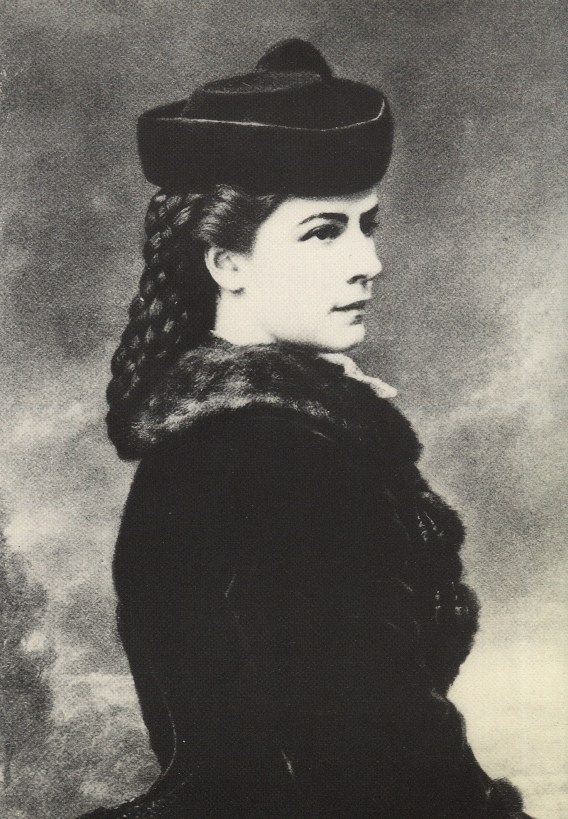
L'impératrice Élisabeth d'Autriche s'était rendue plusieurs fois à Bruxelles afin de surveiller la croissance et l'évolution de Stéphanie.

Au cours de l'hiver 1878-1879, en route pour Londres, l'impératrice d'Autriche Élisabeth (dite « Sissi »), mère de l'archiduc Rodolphe, s'arrête à la cour de Bruxelles. Stéphanie, qui a seulement 14 ans, lui est présentée. Déjà des rumeurs concernant son mariage bruissent en Europe. Léopold II et Marie-Henriette espèrent marier leur seconde fille à un souverain régnant ou à un prince héritier. Le premier candidat évoqué est le roi d'Espagne Alphonse XII, mais cette éventualité est presque aussitôt démentie.  
Lors de l'hiver 1879-1880, l'impératrice d'Autriche revient à Bruxelles. Elle se laisse convaincre par les arguments de la cour de Vienne qui incitent les princes héritiers à se marier jeunes afin d'assurer rapidement une descendance. Stéphanie fait partie des rares princesses catholiques répondant aux critères imposés par l'empereur François-Joseph Ier pour devenir l'épouse de Rodolphe, l'archiduc héritier de l'Empire austro-hongrois. Au cours d'un voyage en Belgique en mars 1880, l'archiduc Rodolphe demande la princesse Stéphanie en mariage, au grand plaisir du roi et de la reine des Belges. La joie du couple impérial est plus mesurée. Stéphanie se rappelle : « Dans l'après-midi du 5 mars, mes parents me firent appeler. Lorsque je fis mon entrée, mon père se leva, vint à moi et me dit d'une voix grave : « Le prince héritier d'Autriche-Hongrie est venu ici pour demander ta main. Ta mère et moi, nous nous prononçons en faveur de ce mariage. Nous t'avons choisie pour être impératrice d'Autriche et reine de Hongrie. Retire-toi, réfléchis et donne-nous ta réponse demain ». ».
Stéphanie avait entendu parler de Rodolphe pour la première fois à la fin d'un cours de littérature dispensé par sa gouvernante Fanny Brossel. Après avoir lu l'histoire de Guillaume Tell, l'enseignante décide d'entretenir son élève de la puissance et de la grandeur de la maison de Habsbourg-Lorraine et illustre ses propos en lui montrant une gravure publiée dans un magazine représentant l'archiduc Rodolphe en costume de chasse. C'est de la sorte que Stéphanie découvre les traits de celui qui deviendrait son fiancé.

#### Fiançailles et mariage avec Rodolphe

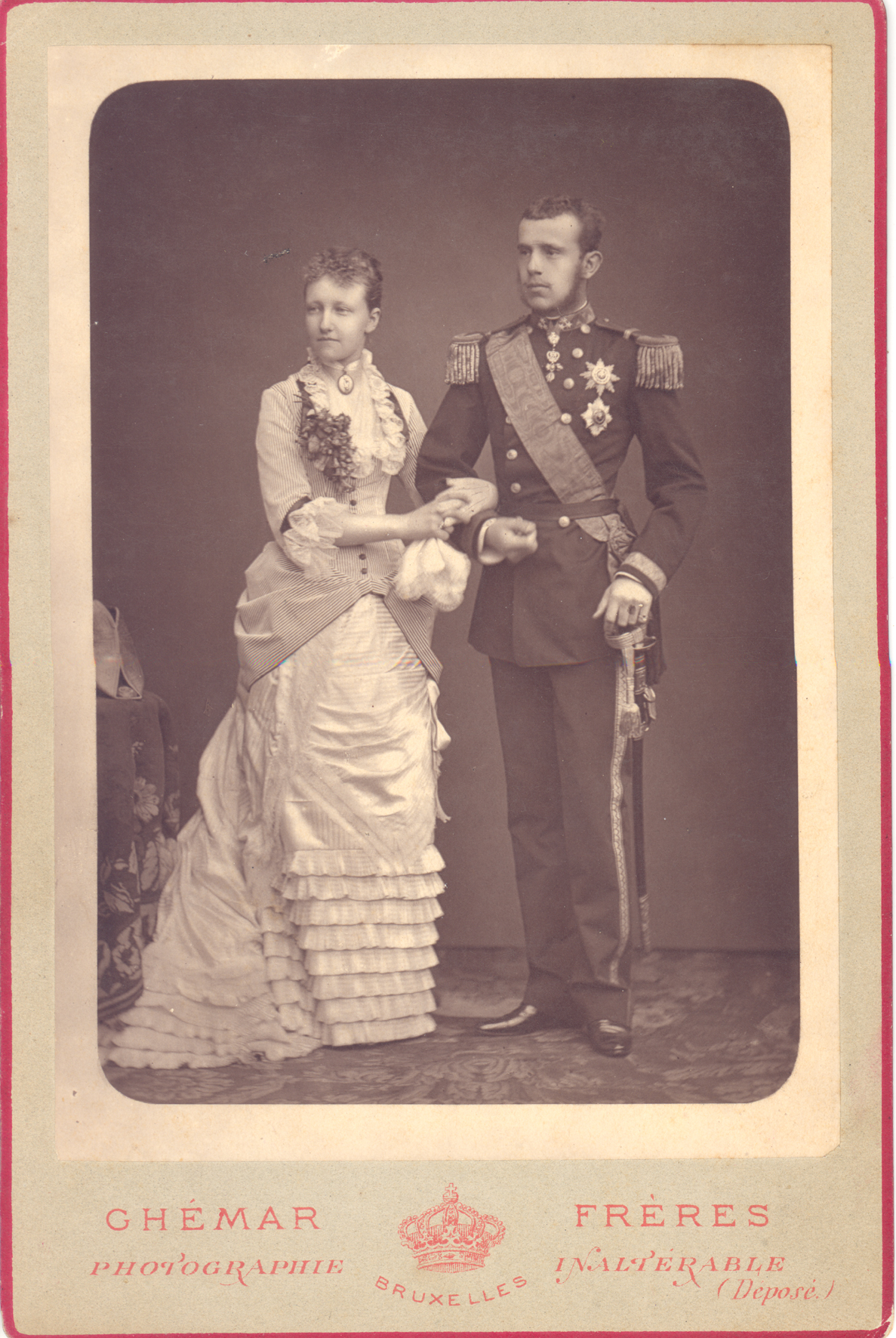
Fiançailles de Stéphanie et Rodolphe photographiés par Louis-Joseph Ghémar à Bruxelles en mars 1880.

Les fiançailles sont officialisées le 7 mars 1880. Stéphanie n'a pas seize ans. Rodolphe s'est rendu à Bruxelles accompagné d'une suite officielle de 21 personnes, à laquelle il faut ajouter sa maîtresse du moment. À son précepteur, l'archiduc confie : « Une nouvelle vie va bientôt commencer pour moi et je dois avouer que cela m'inquiète un peu. ». 
L'archiduc-héritier Rodolphe d'Autriche, fils unique de l'empereur et roi François-Joseph Ier, a vingt-et-un ans au moment de ses fiançailles. Émancipé à moins de 19 ans, il dispose déjà de sa propre maison. En 1879, il s'était installé au château de Prague et assumait le commandement d'un régiment d'infanterie, un poste qui lui plaisait beaucoup. Il a accordé son amitié à Louise de Belgique, qui l'avait incité à épouser sa jeune sœur. En prévision de son établissement à la cour d'Autriche, sa mère Marie-Henriette avait mis Stéphanie en garde : « Évite Louise, et si tu la vois, raisonne-la, montre-lui le bon exemple […] Louise n'est pas vraie. Il ne lui coûte rien de mentir ni de jouer la comédie. Elle est très frivole. ». Quant à la personnalité de Rodolphe, elle est ambiguë : souvent sujet à des sautes d'humeur, il passe brusquement d'un état mélancolique à une joie expansive. Rodolphe est conscient de la dualité de son tempérament. Très jeune, il devient un viveur et se laisse aller au relâchement de ses mœurs. Son mariage est censé mettre fin à ses liaisons. Marie von Wallersee-Larisch, nièce de l'impératrice Élisabeth avait déclaré à propos de la future fiancée de Rodolphe : « D'avance, nous avions pitié de la pauvre princesse qui aurait l'honneur d'être choisie. ». Stéphanie n'était pas le premier choix de Rodolphe qui s'était déjà renseigné sur les candidates potentielles dans d'autres cours européennes.
Les préparatifs du mariage emplissent le roi Léopold II de fierté. François-Joseph négocie le contrat de mariage et accepte la proposition de Léopold II de s'inspirer de celui de l'ex-impératrice du Mexique Charlotte conclu avec l'archiduc Maximilien en 1857. Généreux, François-Joseph ajoute 148 000 florins à la dot initiale de 100 000 florins, ainsi qu'une somme annuelle de 100 000 florins à titre d'épingles pendant toute la durée du mariage. Fiancée, Stéphanie doit désormais assister à toutes les réceptions et dîners officiels jusqu'à son mariage. Les noces, initialement prévues le 15 février 1881, doivent être différées, Stéphanie n'étant pas encore nubile. Au printemps 1881, l'impératrice Élisabeth séjourne de nouveau à Bruxelles. Sa future bru ne lui fait pas bonne impression.
Le mariage est finalement célébré à Vienne le 10 mai 1881, quelques jours avant le dix-septième anniversaire de la princesse, à l'église des Augustins de Vienne. Les cérémonies sont somptueuses. Quatre trônes sont disposés sous un dais à l'usage des souverains belges et autrichiens. Les princes étrangers et les membres de la famille impériale figurent aux côtés des membres du corps diplomatique et des chevaliers de la Toison d'Or. L'église est tellement comble que le cortège nuptial est entravé dans sa progression. Stéphanie se rappelle : « L'un et l'autre nous prononçâmes le « oui » sacramentel. Nous échangeâmes les alliances […]. Les cloches de toute la ville sonnèrent pour annoncer aux habitants de la capitale la célébration de notre mariage solennel. Une longue rumeur joyeuse s'éleva de la foule. Les musiques militaires jouèrent les hymnes des deux pays. J'étais princesse héritière d'Autriche-Hongrie ! ».

#### À la cour de Vienne

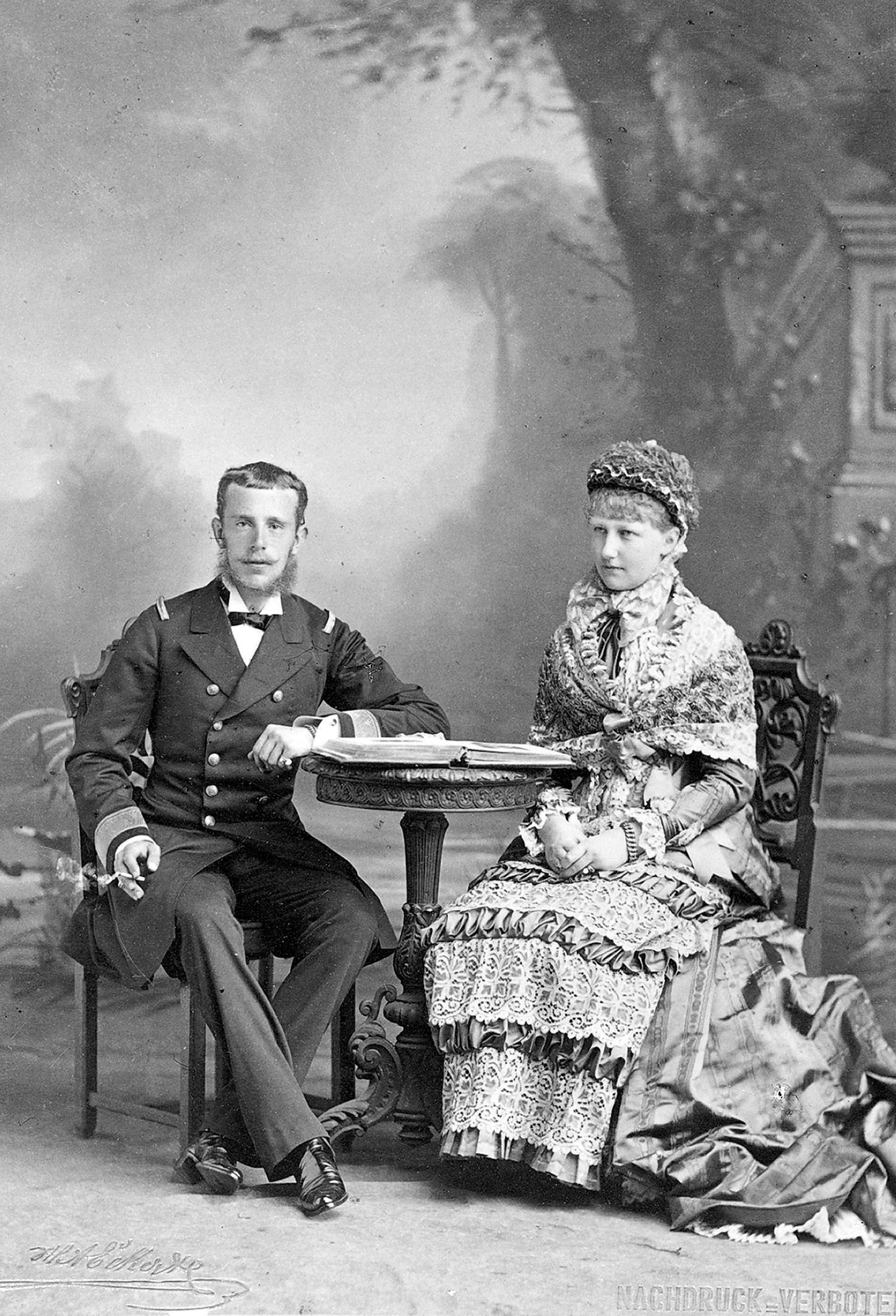
L'archiduc Rodolphe d'Autriche et son épouse Stéphanie par Heinrich Eckert en 1882.

Après une nuit de noces, dont Stéphanie conserve un souvenir désagréable, au château de Laxenbourg, les jeunes mariés doivent paraître à plusieurs dîners. Stéphanie subit les regards interrogateurs de sa nouvelle famille. À la cour de Vienne, on vit beaucoup en famille : les promenades, les parties de canotage, les invitations et les soirées ont presque toujours lieu avec les nombreux membres de la maison de Habsbourg. Sa belle-mère, Élisabeth, surnomme sa bru « le hideux dromadaire ». Cependant, Stéphanie commence à goûter à sa nouvelle position. Lors d'une visite officielle en Hongrie, en mai 1881, elle est ovationnée et mesure les avantages de sa situation.
Comme dans tout mariage dynastique où prime l'intérêt politique des deux maisons souveraines, l'existence de sentiments amoureux au sein du couple n'a jamais été prouvée, mais la relation des jeunes époux est basée, au début, sur un respect et un attachement mutuels. Preuve en est les surnoms que les époux s'attribuent respectivement : « Coco » pour Rodolphe, et « Coceuse » (sic) pour Stéphanie. Leur bonne entente est réelle. Stéphanie décrit Rodolphe comme « un mari modèle » et ajoute qu'ils se comprennent admirablement, ce qui la rend heureuse. Toutefois, Stéphanie relate que Rodolphe se montre méfiant quand elle l'accompagne. Elle n'est pas autorisée à le quitter et demeure soumise à une surveillance sévère et en profite pour s'adonner au dessin ou à la peinture.
Dès octobre 1881, Stéphanie, remplace l'impératrice - qui fuit la cour - aux réceptions officielles. C'est elle qui, à la demande de sa belle-mère, accompagne désormais l'empereur et le prince héritier lors des voyages officiels et qui reçoit les souverains étrangers en visite à la cour. Elle pénètre dans les salles de bal au bras de son beau-père et fait office de maîtresse de maison aux dîners officiels. Enchantée d'être délivrée des « corvées officielles », Élisabeth se retire de la cour, tandis que Rodolphe se détache de sa femme envers laquelle il devient de moins en moins chaleureux. 

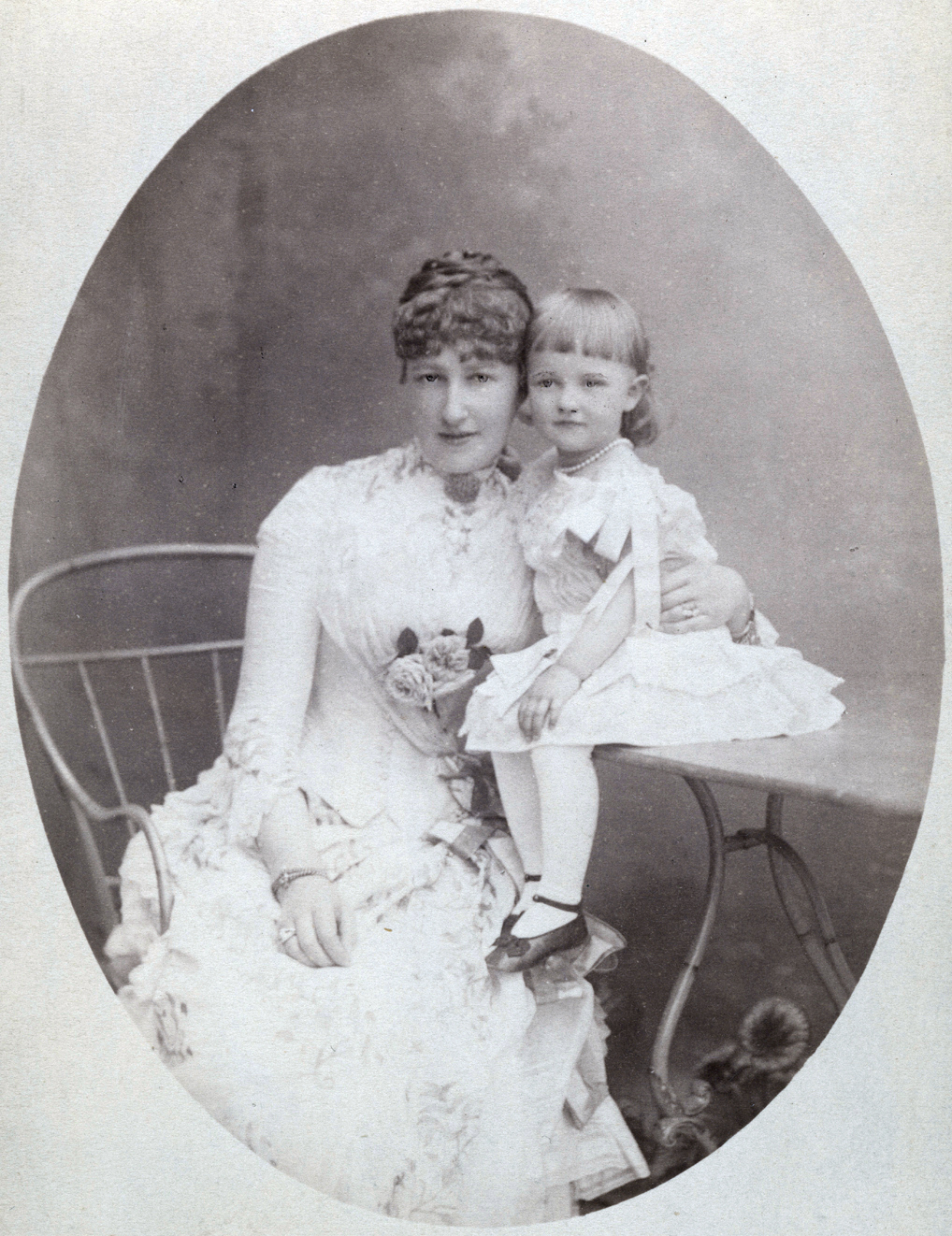
Stéphanie et sa fille Élisabeth-Marie en 1885.

En automne 1881, Stéphanie pense être enceinte, mais les médecins se sont trompés. Après cette déception, au printemps 1883, la grossesse de Stéphanie est confirmée, réjouissant l'empereur. Après cette annonce, Rodolphe redevient prévenant et attentif auprès de son épouse. L'archiduc et l'archiduchesse sont certains que ce sera un garçon. Ils parlent même du futur enfant en l'appelant « Waclaw », prénom tchèque reflétant les sympathies de l'archiduc pour les populations slaves de l'empire. 
Le 8 août, la reine Marie-Henriette se rend auprès de sa fille en prévision de son accouchement. Stéphanie n'ose parler de ses problèmes conjugaux avec sa mère. Comme pour une impératrice, les préparatifs en vue d'une naissance princière obéissent à un protocole séculaire : prières dans les églises et exposition du Très Saint-Sacrement dans les églises des palais impériaux. Le 2 septembre, Stéphanie donne naissance à une fille, Élisabeth-Marie, dite « Erzsi ». Généreux, François-Joseph comble de présents la jeune mère et ses proches. Quand on annonce le sexe de l'enfant à Rodolphe, celui-ci ne cache pas sa déception de ne pas avoir donné un héritier à l'Autriche-Hongrie, mais il s'habitue à son rôle de père et donne, dans sa correspondance, de nombreux détails concernant la fillette qui vient de naître. Si Stéphanie s'épanouit dans son nouveau rôle de mère, cette naissance signe le début de difficultés conjugales profondes.

#### La maladie de Rodolphe et ses conséquences

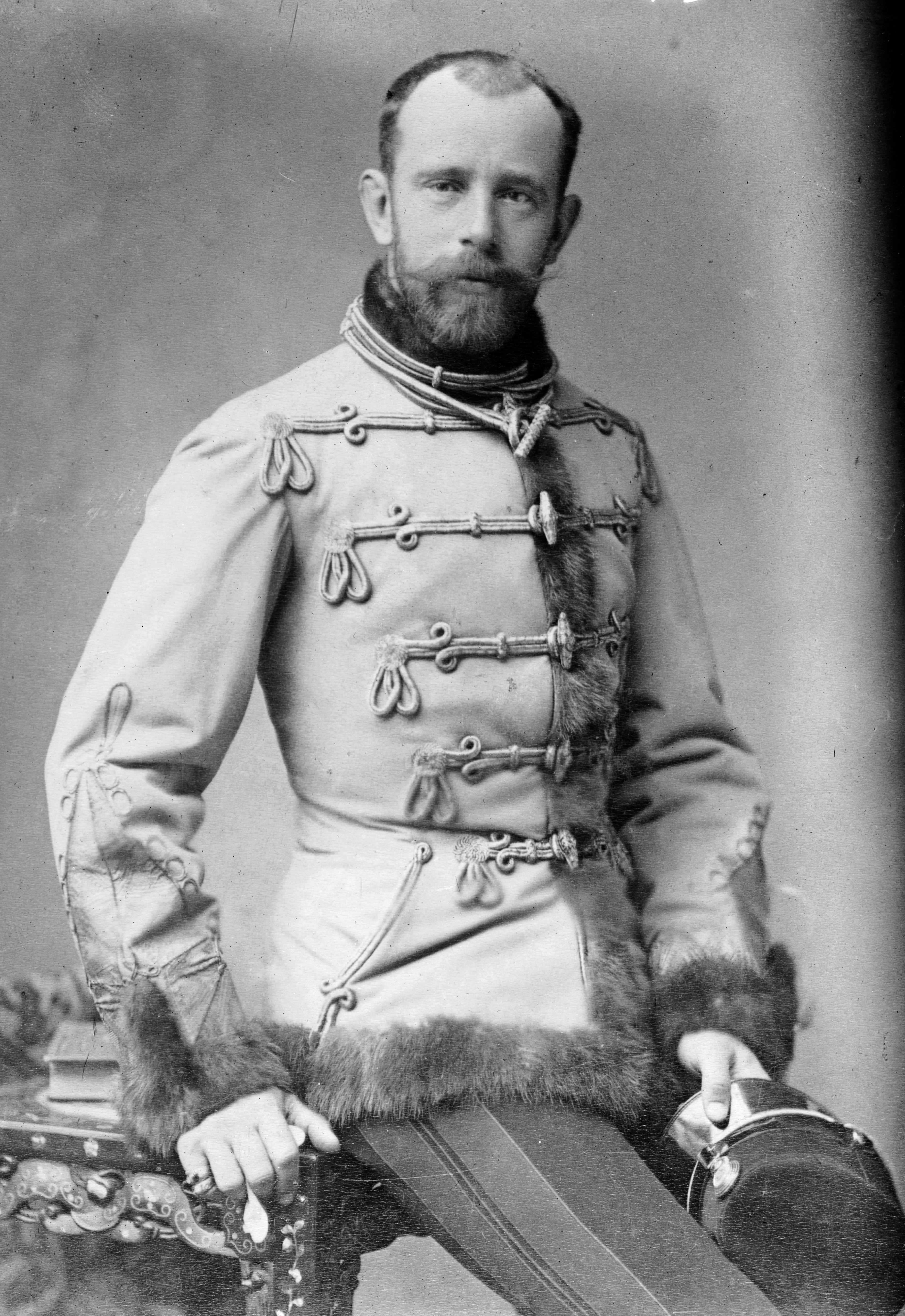
Rodolphe d'Autriche, en 1887, après avoir contracté sa maladie.

Le couple princier mène un train de vie élevé à Prague et à Vienne, recevant beaucoup et donnant de nombreux dîners. Stéphanie a une haute idée de son rang et s'attelle d'autant à assumer pleinement le rôle qui lui est conféré par son titre que l'impératrice fuit sa capitale pour voyager fréquemment à travers l'Europe. De son côté, Rodolphe, qui réprouve la politique de son père, développe des amitiés parmi les opposants à la monarchie et publie anonymement ses opinions politiques dans le Wiener Tagblatt, édité par son ami Moritz Szeps. Au début de l'année 1886, l'archiduc-héritier tombe gravement malade. Sa pathologie est désignée de plusieurs façons : cystite ou maux de ventre. Ces qualificatifs évasifs n'ont comme objectif que de cacher la véritable nature du mal qui touche l'archiduc. Il a en réalité contracté une maladie vénérienne, vraisemblablement une gonorrhée, au cours de ses aventures extra-conjugales. Les médecins, redoutant la syphilis, emploient les remèdes indiqués alors pour traiter cette dernière, soit l'opium, le cognac, la morphine, ainsi que le mercure qui, pris à trop forte dose, peuvent conduire à des séquelles psychologiques.
Afin de se soigner, Rodolphe part séjourner à Lokrum où il emmène Stéphanie. Personne n'avait informé l'archiduchesse de la nature du mal dont souffrait son mari. Lorsqu'elle en ressent elle-même les premiers effets, les médecins évoquent une péritonite. Les conséquences de ce mensonge sont dramatiques. Alors que le couple essaye de concevoir un autre enfant, l'archiduchesse Stéphanie, qui n'a pas vingt-deux ans, devient stérile. À partir de ce moment-là, se sentant trahie par son propre époux, Stéphanie nourrit de la rancœur et de l'amertume à l'égard de Rodolphe. Elle refuse de reprendre sa vie conjugale avec un mari qui ne rentre qu'à l'aube, qui désabusé et miné par un sentiment d'échec, s'enfonce dans la débauche. En dépit de tentatives de Rodolphe pour se réconcilier avec son épouse, leur brouille semble profonde.
Dès le printemps 1887, des scènes pénibles se répètent entre les époux. Rodolphe commence à perdre le contrôle de lui-même. Souffrant de profonds accès de mélancolie, il évoque devant qui veut l'entendre le pressentiment de sa mort prochaine. Au cours de l'été 1888, Stéphanie remarque un changement inquiétant dans l'état général de l'archiduc : son caractère de plus en plus emporté le conduit à des accès d'une violence extrême.

#### Mort à Mayerling

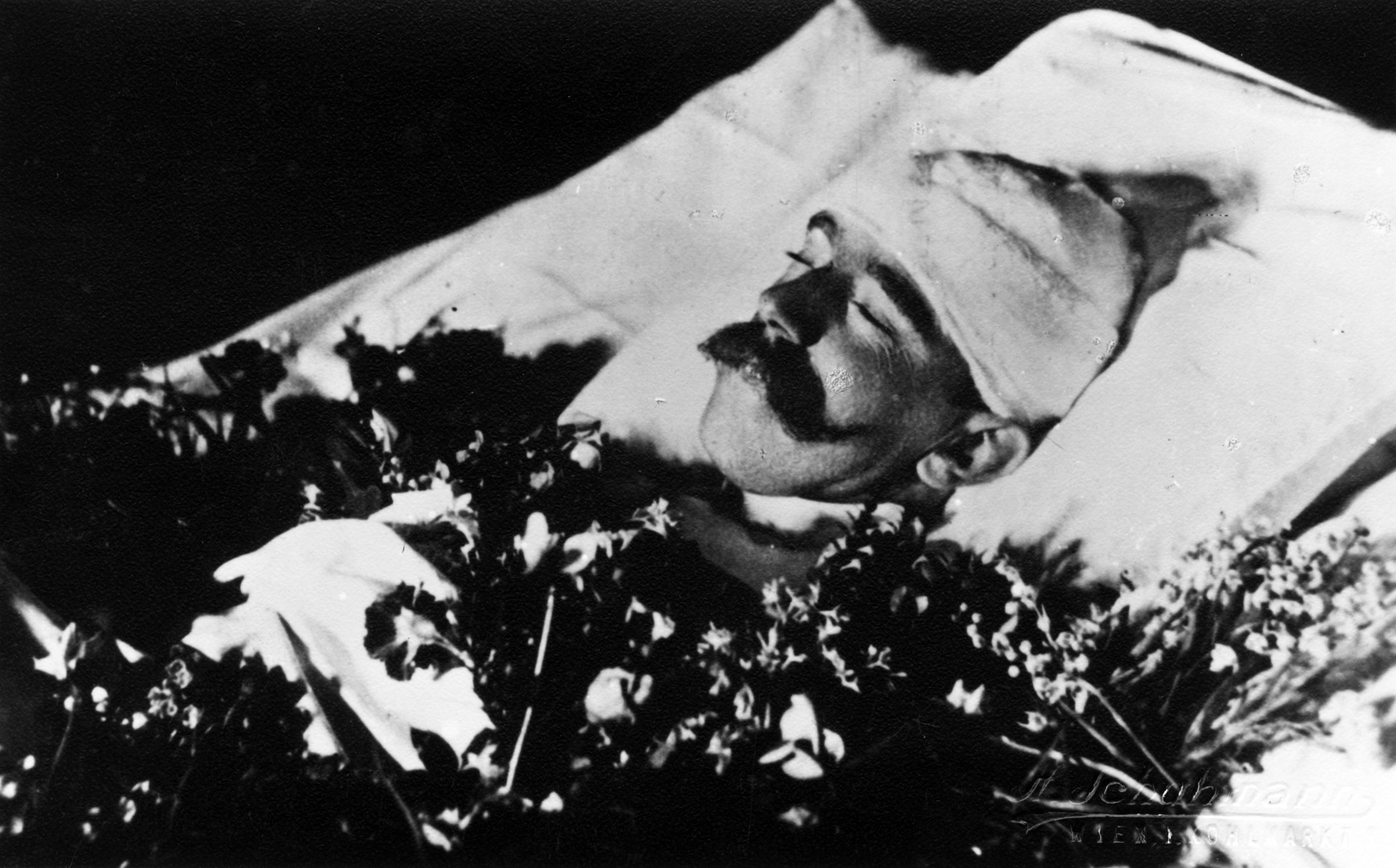
Rodolphe d'Autriche sur son lit de mort en 1889.

En octobre 1888, Stéphanie inquiète des tendances dépressives – voire suicidaires – de son mari, se rend chez l'empereur François-Joseph afin de l'alerter, sans réussir cependant à faire partager son angoisse. Elle se rappelle : « l'empereur m'accueillit cordialement. Je commençai par lui dire que Rodolphe était très malade et que son aspect minable et sa conduite dissipée me causaient de graves soucis ; je le suppliai d'obliger son fils à entreprendre un long voyage pour ainsi le détourner de son existence exténuante. Mais l'empereur m'interrompit : « C'est ton imagination qui te crée des fantômes. Rodolphe se porte très bien. Il a l'air un peu fatigué, il est trop souvent en route, se dépense trop. Il devrait rester plus avec toi ; mais sois sans crainte ! ». ».   
Rodolphe poursuit d'autres liaisons, notamment avec Marie Vetsera qui vient, lors de leur première rencontre, en avril 1888, de fêter ses dix-sept ans. Stéphanie devient veuve à vingt-quatre ans quand, le 30 janvier 1889, son mari est retrouvé mort dans d'étranges circonstances avec sa maîtresse Marie Vetsera, tous deux tués par balle, au pavillon de chasse de Mayerling. Le suicide de l'archiduc atteint profondément Stéphanie et constitue, selon les mots d'Irmgard Schiel, « la plus grande catastrophe qui puisse toucher une femme dans sa vie conjugale. ». À Stéphanie, Rodolphe avait laissé une lettre sans date : « Chère Stéphanie, tu es délivrée de ma funeste présence ; sois heureuse dans ta destinée. Sois bonne pour la pauvre petite qui est la seule chose qui subsiste de moi. […] J'entre avec calme dans la mort qui, seule, peut sauver ma bonne réputation. T'embrassant de tout cœur, ton Rodolphe qui t'aime. ». Depuis lors, de nombreuses spéculations ont été émises au sujet des circonstances exactes du drame.

### Princesse douairière

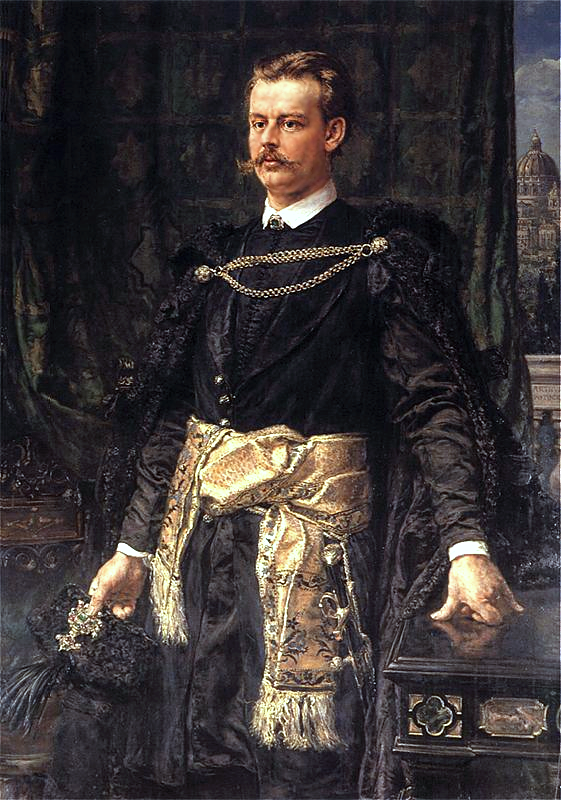
Artur Władysław Potocki représenté par Jan Matejko en 1890.

Après la mort de Rodolphe, Stéphanie, en proie à un désarroi profond n'a qu'une hâte : quitter Vienne et l'ambiance pesante de la cour. Elle souhaite se rendre auprès de ses parents à Bruxelles, mais ni Léopold II, ni François-Joseph n'acceptent que Stéphanie, devenue princesse douairière, délaisse l'Autriche. Tuteur de sa petite-fille Élisabeth-Marie, âgée de cinq ans, François-Joseph exige que Stéphanie demeure auprès de son enfant. Stéphanie doit obéir et obtient la permission de séjourner durant quatre mois au château de Miramare, près de Trieste. Au début de son veuvage, Stéphanie mène une vie assez retirée, favorable au développement de ses sentiments maternels. Au fil des années, les séparations étant de plus en plus nombreuses, cette relation épanouie avec sa fille ne dure cependant pas. 
Stéphanie avait entamé peu avant son veuvage une relation amoureuse avec un aristocrate d'une famille aisée, le comte polonais Artur Władysław Potocki, rencontré en 1887 et qu'elle surnommait « Hamlet ». Veuf depuis 1881, il est chambellan à la cour de Vienne et membre à vie de la chambre des seigneurs au parlement autrichien. Seule, sa sœur Louise était avertie de cette liaison. Artur Potocki reste proche de Stéphanie lors des journées sombres qui ont suivi la mort de Rodolphe. Cependant, la santé du comte qui n'a pas encore 40 ans, est mauvaise au point qu'il perd l'usage de la parole après une intervention chirurgicale à la langue. En mars 1890, Artur Potocki meurt et Stéphanie en conçoit un grand chagrin .
À la cour de Vienne, Stéphanie doit maintenant subir la froideur de l'impératrice Élisabeth qui l'évite et l'attitude tout aussi distante adoptée par l'empereur. Si elle conserve son titre de princesse héritière, elle n'en garde pas les fonctions et n'est plus autorisée à représenter l'impératrice. Son rôle est restreint et elle ne peut compter sur l'appui de beaucoup d'amis. Elle voyage beaucoup et s'adonne à la peinture. Ses aquarelles réalisées à Lacroma sont même publiées sous la forme d'un album en 1892. En Autriche, Stéphanie se consacre au chant ou se rend au théâtre et au concert lors de ses séjours dans ses résidences à Laxenbourg et à la Hofburg.
Jusqu'en 1898, Stéphanie entreprend chaque année de longs voyages : Corfou, Malte, Tunis et la Sicile en 1892, les pays nordiques l'année suivante, l'Afrique du Nord, les Baléares et la Corse en 1894, la Grèce et la Palestine en 1895, la Russie en 1897. En mars 1898, une maladie la contraint à renoncer aux voyages : elle souffre d'une pneumonie et d'une pleurésie qui l'obligent à demeurer alitée. Les bulletins de santé alarmants se succèdent et laissent craindre pour sa vie avant qu'elle se rétablisse subitement. Le 10 septembre 1898, l'impératrice Élisabeth est assassinée à Genève. Même si elle n'a jamais réussi à se rapprocher de sa belle-mère, Stéphanie est très affectée par cette mort inattendue.

### Une nouvelle vie

#### Un mariage d'inclination

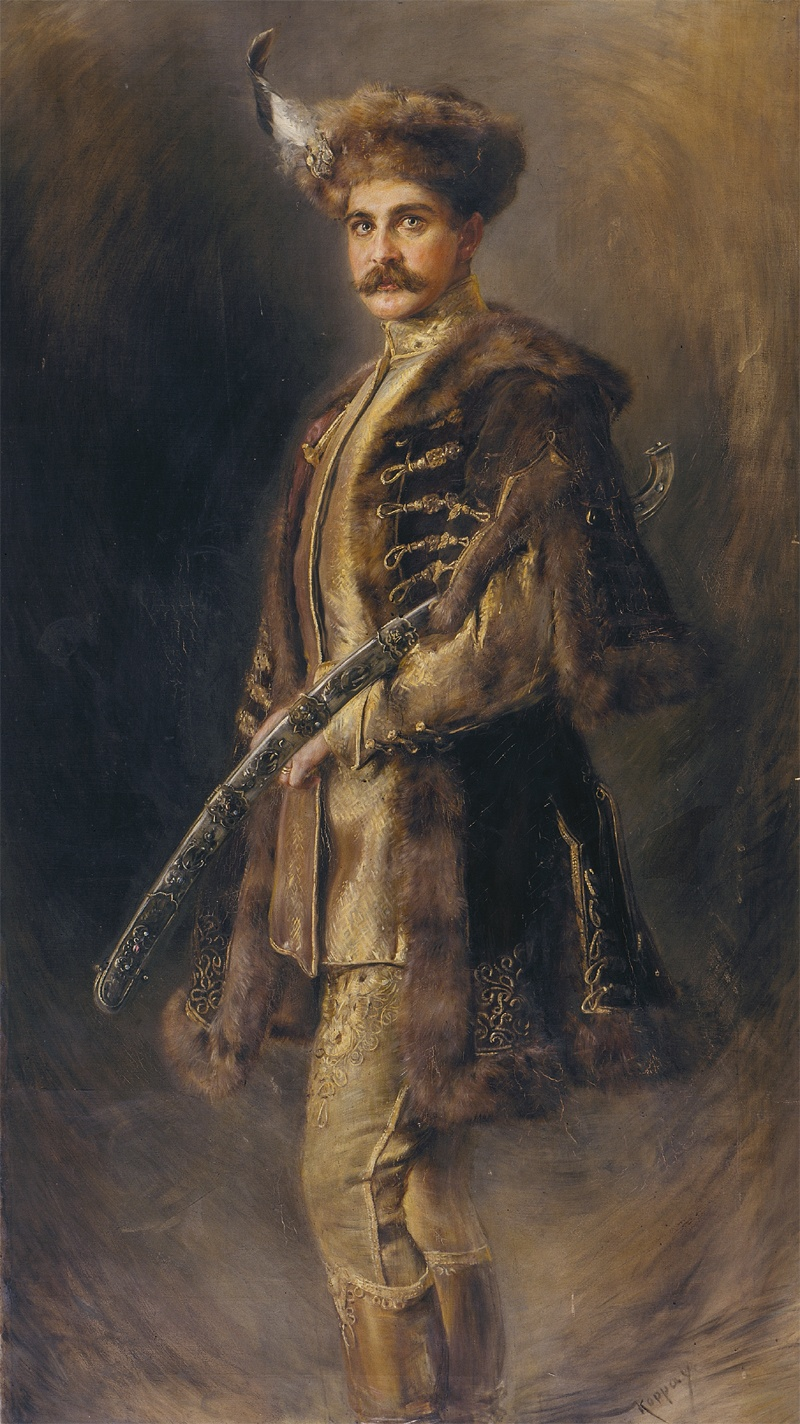
Elemér Lónyay par Josef Arpád Koppay vers 1900.

L'empereur François-Joseph et le roi des Belges Léopold II caressaient le projet de remarier Stéphanie avec l'archiduc François-Ferdinand, héritier de la double monarchie depuis la mort de Rodolphe. Cependant, ce dernier nourrissait d'autres projets de mariage avec la comtesse Sophie Chotek, une dame d'honneur de la cour des Habsbourg. 
Pour sa part, Stéphanie envisage de se marier avec un aristocrate : le comte Elemér Lónyay de Nagy-Lónya et Vásáros-Namény, un noble hongrois de moindre rang, de confession protestante de surcroît. Elemér Lónyay est l'aîné d'un an de Stéphanie. Après des études de droit à Budapest, il est entré dans le service diplomatique. En 1886, il est nommé conseiller de légation. Il exerce ses fonctions à Bucarest, puis à Saint-Pétersbourg et à Bruxelles. En 1890, il devient, chambellan impérial et royal auprès de la cour d'Autriche. Promu secrétaire d'ambassade en 1892, il travaille à Saint-Pétersbourg, Paris, Londres et Stuttgart. Il profite ensuite d'une année de congés pour voyager en Afrique et dans les pays méditerranéens. En 1895, il accompagne l'archiduc Louis Victor en qualité de membre de la légation impériale lors du couronnement du tsar Nicolas II à Saint-Pétersbourg. En 1896, son frère Gábor et lui sont élevés à la dignité comtale. En 1897, il démissionne du service extérieur et prend sa retraite du service public. Afin de pouvoir épouser Stéphanie, il s'est converti au catholicisme. 
Stéphanie n'ose pas avertir son père de ses projets matrimoniaux. Elle choisit de s'adresser par lettre, en octobre 1899, à la reine Victoria qui la soutient. Toutefois, le roi des Belges refuse de voir sa fille épouser un homme qui n'est pas de son rang. Stéphanie reçoit une réponse négative de Léopold II : « Mon père me répondit dans les termes les plus sévères et les plus durs qu'il me refusait son consentement. La lettre de la reine Victoria avait manqué son but. Il lui adressa, à elle aussi, une réponse extrêmement vive, dans laquelle il laissait même entendre qu'elle ferait mieux de ne pas se mêler d'affaires qui ne la regardaient pas. ». Les souverains belges, offusqués que Stéphanie ne leur ait pas prioritairement parlé de ses projets matrimoniaux, rompent toute relation avec leur fille à laquelle ils interdisent de revenir en Belgique. Léopold II envisage même de retirer le titre d'altesse royale à sa seconde fille, mais les juristes de la cour démontrent l'impossibilité de cette destitution. Le roi défend à sa fille Clémentine de correspondre avec Stéphanie et menace de supprimer la rente annuelle de 50 000 francs qu'elle percevait, ce que François-Joseph lui déconseille.
Le 22 mars 1900, au château de Miramare, après onze années de veuvage, Stéphanie contracte donc un mariage d'amour avec le comte Elemér Lónyay de Nagy-Lónya et Vásáros-Namény. L'empereur a donné, à contre-cœur, son autorisation, mais Stéphanie perd son rang à la cour et ses titres impériaux en se remariant, tandis que sa fille Élisabeth-Marie demeure à la cour. L'empereur fait procéder à la dissolution de la maison de sa bru : tous ceux qui en faisaient partie sont congédiés, mais certains d'entre eux sont assignés au service d'Erzsi. Les patronages qu'exerçait Stéphanie lui sont retirés. Stéphanie reçoit dorénavant une rente annuelle de 100 000 florins. Son nouvel époux jouissait pour sa part d'un revenu de 50 000 florins.  
La presse autrichienne, et notamment le quotidien Die Presse, voient dans ce mariage un « certain merveilleux romantique à l'acte que pose la princesse [car] cette dernière a refermé sur elle le portail de la Hofburg, à la fois pensive et le regard plein d'images prometteuses, puis s'en est allée vers le sud où elle cessera bientôt d'être princesse douairière. ». Les nouveaux époux s'établissent initialement à la « villa Zichy » à Vienne.

#### Mariage, funérailles et procès

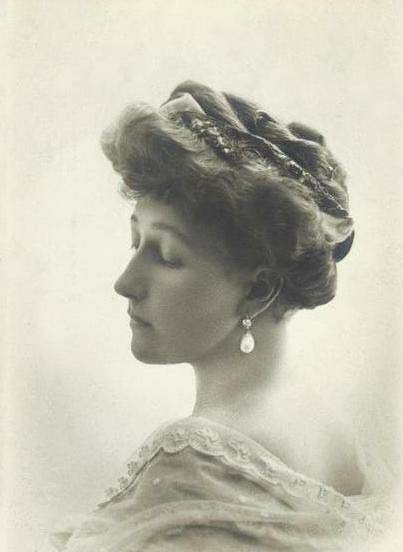
Stéphanie photographiée par Lallie Charles en 1911.

Deux ans après le remariage de sa mère, Élisabeth-Marie épouse, le 23 janvier 1902, Othon de Windisch-Graetz, un prince et officier autrichien. Quelques mois plus tard, en septembre, alors qu'elle séjourne à Londres, Stéphanie apprend la mort de sa mère, la reine Marie-Henriette qui vivait retirée de la cour de Belgique. Immédiatement, elle prend la route et parvient à Spa pour y rendre un dernier hommage à la défunte. Le roi Léopold II refuse de voir sa seconde fille qui est contrainte de renoncer à assister aux funérailles et repart quelques jours plus tard pour la Grande-Bretagne.
Lorsque le roi Léopold II meurt le 17 décembre 1909, Stéphanie venait, deux jours auparavant, de se voir refuser par le monarque une ultime rencontre. Sa sœur Louise revient également en Belgique . Le défunt souverain a délibérément dissimulé des biens inclus dans sa succession dans des sociétés écrans en Allemagne et en France. Son objectif n'était pas seulement d'en priver ses filles, mais également de permettre la poursuite de ses projets urbanistiques. L'État belge propose une transaction financière aux trois filles du roi qui recevraient chacune une somme de deux millions de francs. Si Stéphanie et Clémentine acceptent la proposition, Louise la refuse et intente, en décembre 1910, un premier procès à l'État et à ses deux sœurs. En avril 1911, Louise engage un second procès au sujet des sociétés françaises créées par Léopold II. En 1912, Louise, avec le concours de sa sœur Stéphanie, devenue son alliée, est défendue par Henri Jaspar et Paul-Émile Janson et persévère dans ses actions judiciaires. Les deux princesses refusent un nouvel accord à l'amiable avec l'État, avant d'être déboutées par la Cour d'appel de Bruxelles en avril 1913. Cependant, le 22 janvier 1914, un accord est conclu entre Louise, l'État belge et une partie de ses créanciers : elle reçoit, à l'instar de ses deux sœurs, un peu plus de cinq millions de francs de la fortune de son défunt père.

#### Une vie paisible en Hongrie

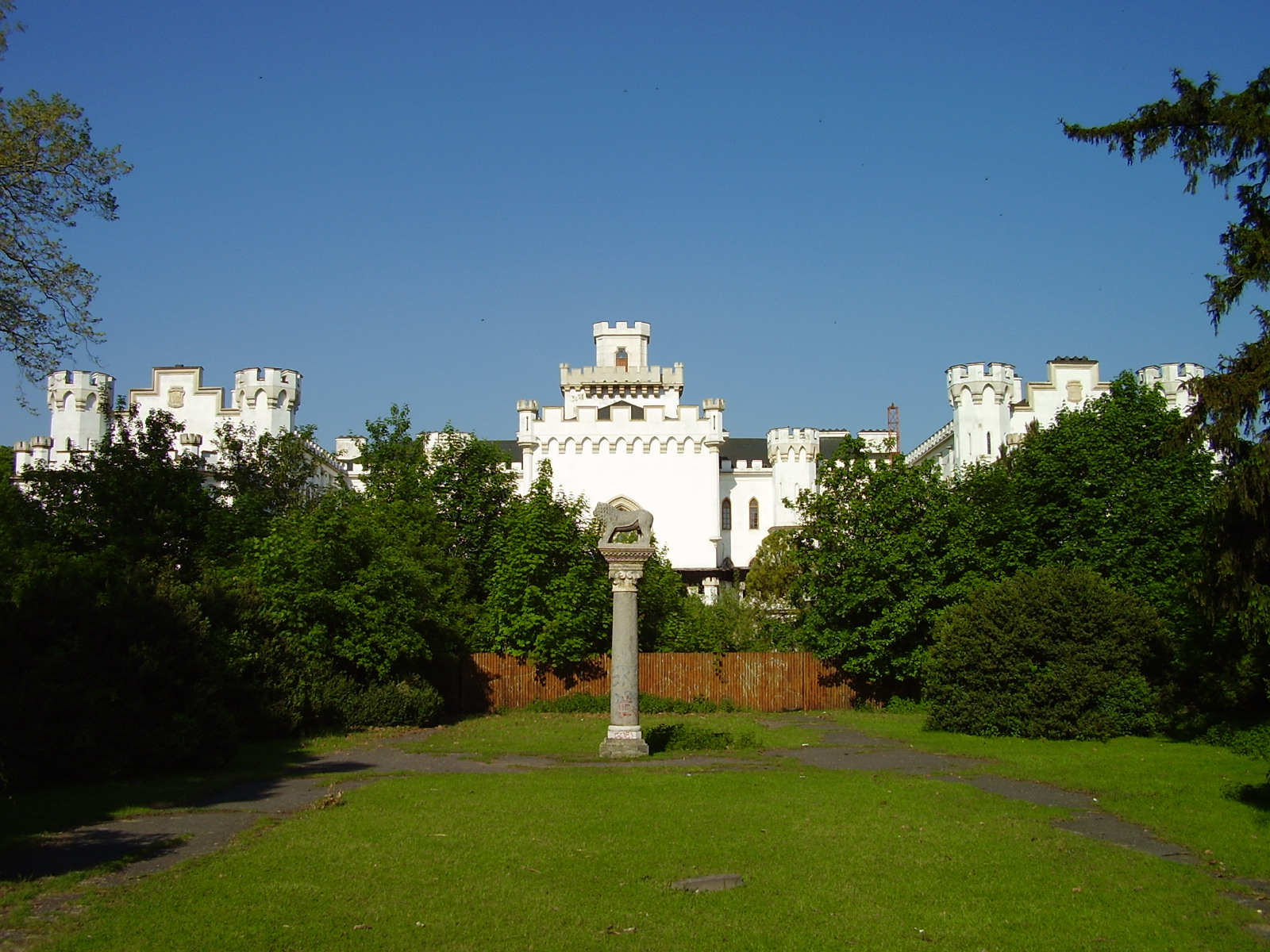
Le château d'Oroszvár, résidence de Stéphanie et Elemér de 1906 à 1945.

En janvier 1906, Stéphanie et Elemér acquièrent, en Hongrie, le château d'Oroszvár (actuellement en Slovaquie) afin d'y établir leur résidence permanente. La bâtisse de style néo-classique est située sur un domaine de plus de 2 400 hectares, composé d'un parc à l'anglaise, planté de hêtres pourpres, de sapins argentés et de multiples espèces décoratives, qui s'étend sur les deux rives du Danube. L'état du château requiert des aménagements que les nouveaux propriétaires dirigent selon leurs goûts. Ils y reçoivent de nombreux hôtes, parmi lesquels l'archiduc François-Ferdinand et son épouse morganatique, toujours ostracisée par la cour de Vienne, ou des écrivains, comme la pacifiste Bertha von Suttner. Après sa rénovation, le château comprenant 200 pièces a grande allure. Elemér y expose ses collections artistiques incluant des meubles antiques, des tableaux de maîtres anciens et modernes, ainsi que des porcelaines précieuses. Stéphanie et son mari créent trois jardins : une roseraie, un jardin alpin et un autre d'inspiration hollandaise. Irmgard Schiel écrit : « la princesse était tout à la fois châtelaine, maîtresse de maison, gérante de domaine, architecte de jardin et hôtesse. ».

#### Première Guerre mondiale

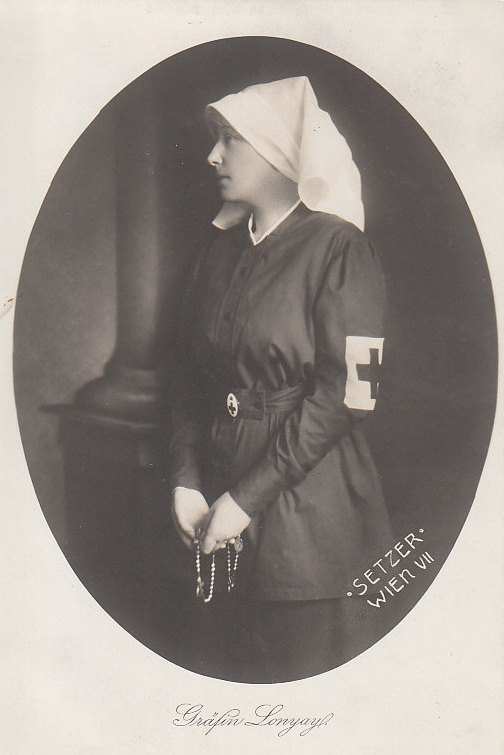
Stéphanie de Belgique en infirmière vers 1914.

Lorsque Stéphanie apprend l'assassinat de François-Ferdinand et de sa femme à Sarajevo le 28 juin 1914, elle est persuadée que la mort de l'archiduc héritier a été souhaitée par l'empereur car le défunt avait osé lui tenir tête. Stéphanie affirme avoir mis en garde les victimes car l'empereur connaissait le danger que courait son neveu. Quatre semaines plus tard, la guerre éclate. La Hongrie ne subissant pas encore trop de privations, Stéphanie installe un dispensaire de fortune dans son château d'Oroszvár. Tandis qu'Elemér accepte de prendre un poste de direction dans la Croix-Rouge autrichienne qui le mène jusqu'en Roumanie et en Serbie, Stéphanie œuvre en qualité d'infirmière dans sa résidence.
En novembre 1916, la santé de l'empereur François-Joseph décline. Sa famille se rend auprès de lui. Stéphanie quitte la Hongrie pour Vienne, où l'empereur meurt le 21 novembre après un règne de 68 ans. Stéphanie et sa fille Élisabeth-Marie assistent aux funérailles qui ont lieu neuf jours plus tard. Dans le chœur de la cathédrale Saint-Étienne de Vienne, prend place le nouveau couple impérial aux côtés des souverains étrangers, et derrière eux se tient la famille proche. Stéphanie et sa fille se trouvent au troisième rang. Charles, le nouvel empereur, accorde le 28 janvier 1917 la dignité de « Fürst » (Prince) hongrois avec qualification d'altesse sérénissime à Elemér. Après l'armistice, en mars 1919, l'ensemble de la famille impériale doit quitter définitivement l'Autriche. Cependant cette mesure ne concerne ni Stéphanie ni sa fille exclues de la maison de Habsbourg à la suite de leur mariage.

#### Entre-deux-guerres

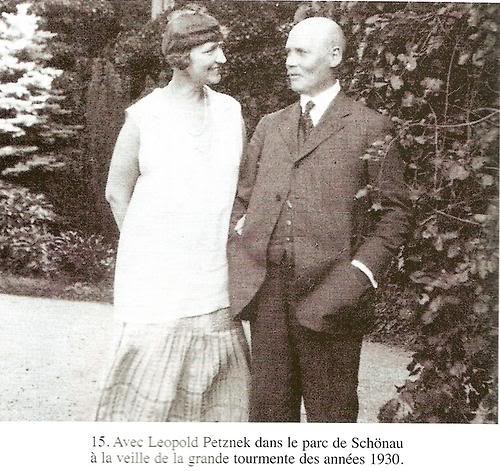
Élisabeth-Marie et son compagnon Leopold Petznek dans les années 1930.

Jusqu'à la Seconde Guerre mondiale, le comte et la comtesse Lónyay passent paisiblement leur vie au château d'Oroszvár. Dans les années suivant la fin de la Première Guerre, Élisabeth-Marie, qui réside à Schönau an der Triesting, en Basse-Autriche, et sa mère manifestent encore des sentiments réciproques très affectueux. Cette tendresse s'exprime surtout dans leur correspondance car il est difficile de circuler autour d'Oroszvár. Toutefois, en 1922, Stéphanie a la joie de recevoir ses deux petits-fils François-Joseph et Ernest. Les adolescents ont cependant hâte de regagner leur résidence car la mentalité prévalant chez leur grand-mère est très différente de ce qu'ils connaissent. La dernière missive de Stéphanie à sa fille date de 1924, l'année au cours de laquelle Erzsi vient d'obtenir la « séparation de table et de lit » avec son mari. L'année suivante, Élisabeth-Marie participe aux noces d'argent de sa mère. Ensuite, mère et fille ne se voient plus du tout. Selon Ghislaine de Windisch-Graetz, Stéphanie « était confite en dévotion et même bigote ; elle était persuadée que sa fille était possédée par le démon et elle ne pouvait tolérer l'immoralité de sa vie sentimentale. La réprobation lui paraissant insuffisante, elle préféra se tenir éloignée, prier pour sa fille et demander à des prêtres de joindre leurs prières aux siennes ; elle commit cependant l'erreur de clamer qu'Erzsi était excommuniée. ».
En 1923, Stéphanie envisage de rédiger ses mémoires. Pour ce faire, elle choisit de collaborer avec Egon Corti, biographe reconnu notamment pour ses travaux sur les figures historiques de la maison de Habsbourg. L'écrivain séjourne à onze reprises à Oroszvár. Leur collaboration est cependant brusquement interrompue en 1933 par Stéphanie, qui écrit à Corti : « Par égard pour la famille impériale, j'ai décidé de renoncer à publier mes mémoires sous la forme qui avait été prévue initialement […]. Je me vois contrainte de me limiter à mes propres notes, ainsi qu'à mes souvenirs personnels, dans lesquels vos apports et vos remaniements ne trouvent pas leur place. » Corti étant écarté du projet littéraire, Stéphanie s'adresse au comte et à la comtesse Gatterburg qui soumettent l'épreuve à un premier éditeur à Leipzig en 1933. Ce dernier estime que le manuscrit n'est pas assez abouti et que sa publication nuirait à son auteur. Un autre éditeur, John Murray de Londres, rejette lui aussi le texte reçu. Finalement la maison Koehler & Amelang à Leipzig accepte de publier le livre et de le faire paraître simultanément en Europe et à New York. Le contrat d'édition est rédigé le 24 avril 1934, mais les tergiversations de Stéphanie ajournent la parution et la diffusion de ses mémoires à octobre 1935 sous le titre original de « Ich sollte Kaiserin werden » dans les librairies allemandes, car le livre est censuré en Autriche. L'ouvrage paraît en version française en 1937 à Bruxelles, sous le titre : Je devais être impératrice.

### Dernières années

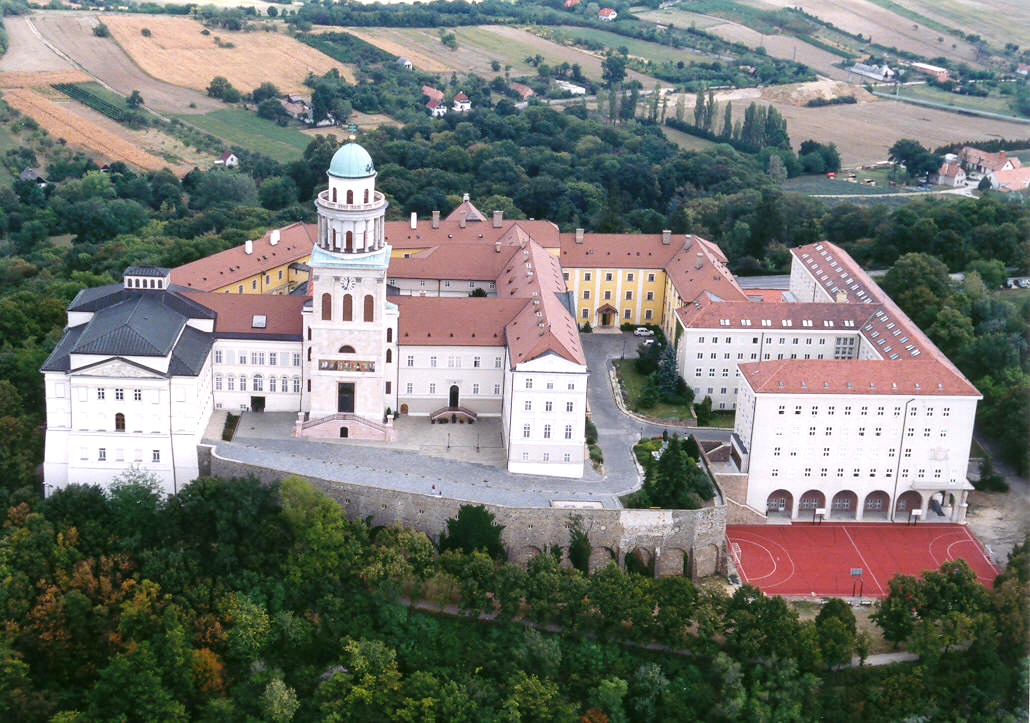
L'abbaye de Pannonhalma où mourut Stéphanie.

Tant qu'ils conservent une santé satisfaisante, Stéphanie et Elemér voyagent et rencontrent des souverains exilés : le tsar déchu Ferdinand de Bulgarie ou l'impératrice Zita. Ils rencontrent cette dernière en Espagne, puis en Belgique où elle est établie depuis 1930. Progressivement, ils se retirent dans leur domaine où ils mènent une existence plus recluse rythmée par les exercices religieux. Parmi les familiers des Lónyay, figure, à partir de 1944, leur aumônier, Geza Karsai, germaniste, professeur d'université et moine de l'abbaye bénédictine de Pannonhalma. 
En juillet 1944, Stéphanie rédige son testament. Elle déshérite sa fille, qui avait divorcé du prince Othon de Windisch-Graetz pour vivre avec Leopold Petznek, un député social-démocrate de Basse-Autriche, et lègue l'ensemble de ses biens immobiliers à l'ordre des bénédictins. En contrepartie, ces derniers sont chargés de combler toutes les dettes des Lónyay et de diriger leurs domaines. L'année 1944 apporte de nouveaux tracas aux Lónyay car les Allemands veulent transformer leur résidence en hôpital militaire pour les blessés de guerre. Ce projet est rejeté in extremis. En revanche, à l'automne, Edmund Veesenmayer, chef de brigade SS, et commandant de la place de Budapest, prend ses quartiers à Oroszvár accompagné d'un état-major nombreux. Veesenmayer commence à fouiller toutes les archives que contient la demeure et confisque des documents à caractère historique, telles que les lettres de l'archiduc Rodolphe. Stéphanie et Elemér sont contraints de se retrancher dans quelques pièces de leur propre résidence car les occupants se sont approprié la majeure partie du château. À la fin mars 1945, les Allemands, comprenant que leur situation stratégique est compromise, s'en vont plus à l'ouest.
Le 2 avril 1945, c'est l'armée soviétique, venant de lancer une dernière offensive repoussant les Allemands près du lac Balaton, qui parvient au château d'Oroszvár. Durant les premières semaines de l'occupation russe, Stéphanie et Elemér préfèrent demeurer chez eux auprès de quelques rares domestiques. Toutefois, en mai, Stéphanie, souffrant d'une pathologie cardiaque, et son mari quittent leur château pour se réfugier à l'Abbaye territoriale de Pannonhalma protégée par le Comité international de la Croix-Rouge. Le 23 août 1945, Stéphanie, âgée de quatre-vingt-un ans, meurt, frappée d'une congestion cérébrale. À ses funérailles ne sont présents ni sa fille, ni aucun de ses descendants. Elle repose dans la crypte de cette abbaye. Elemér lui survit moins d'un an.

## Œuvres
- (de) Stéphanie de Belgique, Lacroma : mit Illustrationen nach Originales des K. und K. Kammer-Marine-Malers A. Perko, Vienne, Adolph W. Künast, 1892, 43 p..
- Stéphanie de Belgique (préf. Georges-Henri Dumont), Je devais être impératrice : Mémoires des filles de Léopold II, Bruxelles, Le Cri, coll. « Histoire », 2003, 217 p. (ISBN 978-2-87106-324-7).

## Descendance
Élisabeth-Marie (1881-1963), la fille unique de Stéphanie et de Rodolphe, s'est mariée en premières noces, en 1902, avec le prince Othon de Windisch-Graetz et en secondes noces, en 1948, avec Leopold Petznek. Seul le premier mariage a engendré une postérité. Quatre enfants, princes et princesse de Windisch-Graetz, sont nés entre 1904 et 1909 :
1. François-Joseph (1904-1981), épouse en 1934 Ghislaine comtesse d'Arschoot-Schoonhoven, dont deux enfants ;
2. Ernest (1905-1952), épouse 1) en 1927 Helena Skinner, divorce en 1938, dont deux enfants et épouse 2) en 1947 Eva baronne von Isbary, dont deux filles ;
3. Rodolphe (1907-1939), célibataire ;
4. Stéphanie (1909-2005), épouse 1) en 1933 Pierre comte d'Alcantara de Querrieu, dont un fils et épouse 2) en 1945 Carl-Axel Björklund, dont un fils.

Élisabeth-Marie était donc grand-mère de huit petits-enfants.

## Titulature et héraldique

### Titulature
- 21 mai 1864 — 10 mai 1881 : Son Altesse Royale la princesse Stéphanie de Saxe-Cobourg et Gotha, duchesse en Saxe ;
- 10 mai 1881 — 30 janvier 1889 : Son Altesse Impériale et Royale la princesse héritière d'Autriche, Hongrie, Bohême et Croatie ;
- 30 janvier 1889 — 22 mars 1900 : Son Altesse Impériale et Royale la princesse douairière d'Autriche, Hongrie, Bohême et Croatie ;
- 22 mars 1900 — 28 janvier 1917 : Son Altesse Royale la princesse Stéphanie comtesse Elemér Lónyay de Nagy-Lónya ;
- 28 janvier 1917 — 23 août 1945 : Son Altesse Royale la princesse Elemér Lónyay de Nagy-Lónya.

À sa naissance, en tant que petite-fille du roi Léopold I par son second fils, la princesse Stéphanie est titrée princesse de Saxe-Cobourg et Gotha et duchesse en Saxe, avec prédicat d’altesse royale, selon les titulatures de sa maison, et porte le titre officieux de princesse de Belgique, qui sera régularisé par un arrêté royal du 14 mars 1891.

### Héraldique
| Blason de Stéphanie de Belgique | Blason  | De sable au lion d'or armé et lampassé de gueules (qui est de Belgique). Ornements extérieursTimbré d'une couronne. |
| Blason de Stéphanie de Belgique | Détails | Blason de Stéphanie en qualité de princesse de Belgique. Officiel.                                                  |

## Postérité et honneurs

### Toponymie
- À Bruxelles, la place Stéphanie, créée en 1840, est située à la jonction de l’avenue Louise avec la chaussée de Charleroi. Elle porte le nom de la princesse à partir de 1875[16].
- À Bruxelles, le tunnel Stéphanie est un tunnel routier d'une longueur de 465 m, reliant la place Poelaert à l'avenue Louise, dont la construction a été achevée en 1957[17].
- Le bateau à vapeur Archiduchesse Stéphanie, construit en 1890 par les chantiers Cockerill d'Hoboken, est destiné, l'année suivante, au service de la flottille du Haut-Congo[18].
- Le lac Chew Bahir, également appelé lac Stéphanie, situé en Éthiopie et découvert par les explorateurs austro-hongrois Sámuel Teleki et Ludwig von Höhnel en 1887-1888, a été dénommé en l'honneur de la princesse[19].
- En Croatie, dans le parc national des lacs de Plitvice, le lac Kozjak compte un îlot ovoïde de 1,4 hectare, appelé « îlot de Stéphanie » en mémoire de la princesse, qui visita le site peu avant 1900[20].

### Astronomie
(220) Stéphanie est un astéroïde de la ceinture principale, découvert peu de temps après le mariage de la princesse (le 19 mai 1881) par l'astronome autrichien Johann Palisa.

### Ornithologie
Le paradisier de Stéphanie est une espèce de passereaux de la famille des Paradisaeidae, nommé en l'honneur de la princesse en 1884.

### Peinture
Stéphanie a été représentée par plusieurs artistes peintres :
- 1880 : Portrait en pied par Hans Makart[IS 44].
- 1881 : Allégorie de l'union de Rodolphe et Stéphanie par Sophia et Maria Görlich.
- 1882 : Portrait en buste par Heinrich von Angeli.
- 1883 : Portrait en buste par Hedwig Höna-Senft.
- vers 1884 : Portrait en pied par Hans Canon.

### Filmographie
Bien qu'aucun film ne soit exclusivement centré sur la personne de Stéphanie, plusieurs œuvres cinématographiques évoquent la vie de Stéphanie, limitée au contexte du drame de Mayerling :
- Mayerling, film français d'Anatole Litvak (1936), avec Danielle Darrieux, Charles Boyer et Yolande Laffon dans le rôle de Stéphanie.
- Le Secret de Mayerling, film français de Jean Delannoy (1949), avec Jean Marais et Silvia Monfort interprétant le rôle de Stéphanie.
- Mayerling, film franco-britannique de Terence Young (1968), avec Omar Sharif, Catherine Deneuve et Andréa Parisy dans le rôle de Stéphanie.
- Prince Rodolphe : l'héritier de Sissi, téléfilm austro-franco-germano-italien de Robert Dornhelm (2006) avec Max von Thun et Daniela Golpashin dans le rôle de Stéphanie.

### Phaléristique
Stéphanie de Belgique est décorée des ordres suivants :
- Dame noble de l'ordre de la Croix étoilée, Autriche-Hongrie.
- Dame noble de l'ordre de la Reine Marie-Louise d'Espagne (16 mai 1881).
- Dame Grand-croix d'honneur et de dévotion de l'ordre souverain de Malte (10 juin 1880).
- Dame de l'ordre du Lion et du Soleil (Perse).
- Dame noble de l'ordre royal de Sainte-Isabelle de Portugal (21 avril 1881).
- Dame de l'ordre de Sidonie (Royaume de Saxe).

### Galerie

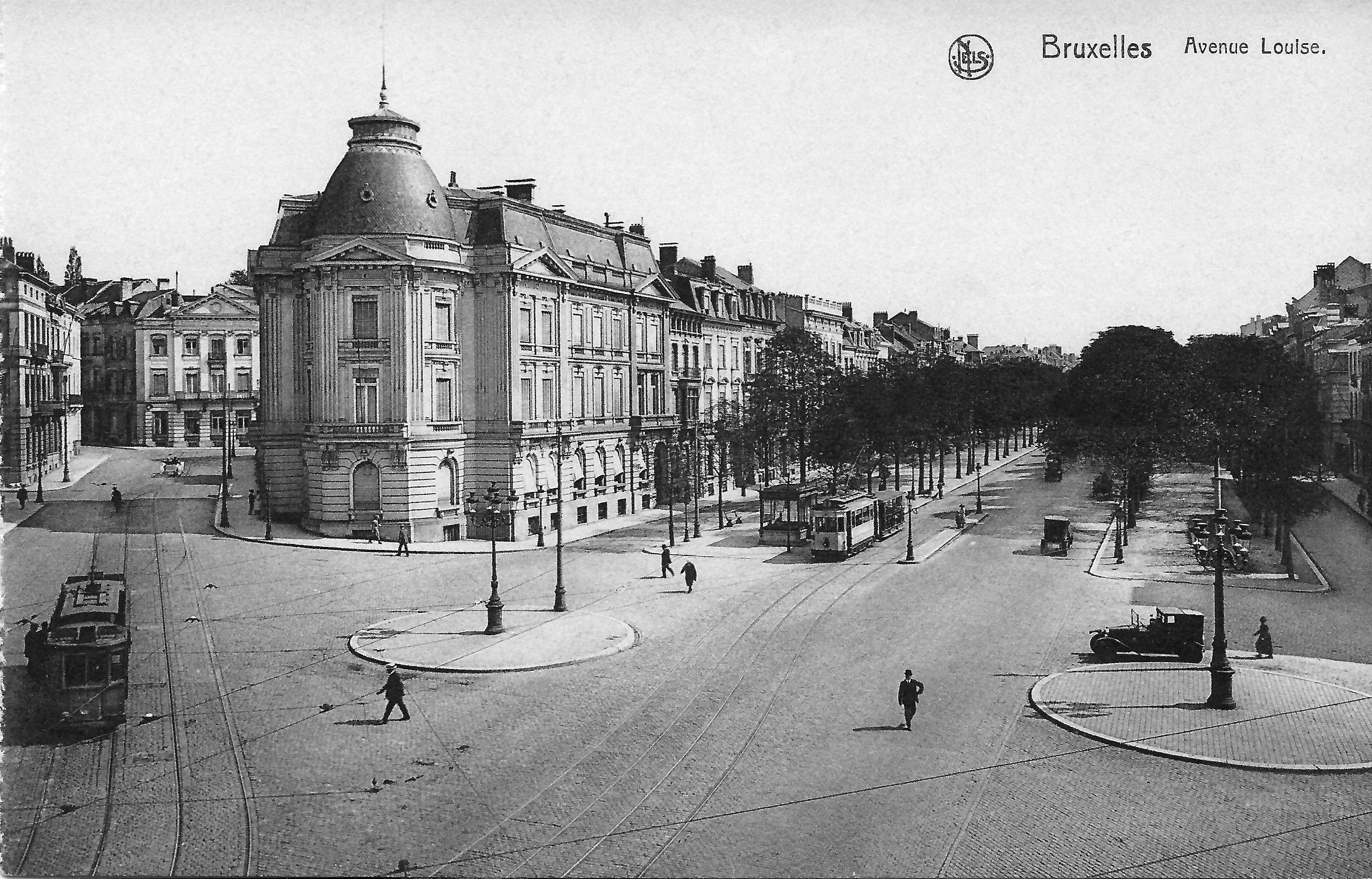
La place Stéphanie à Bruxelles en 1920.
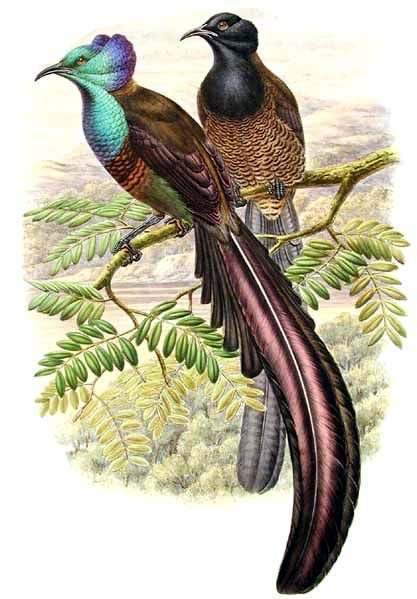
Deux paradisiers de Stéphanie.
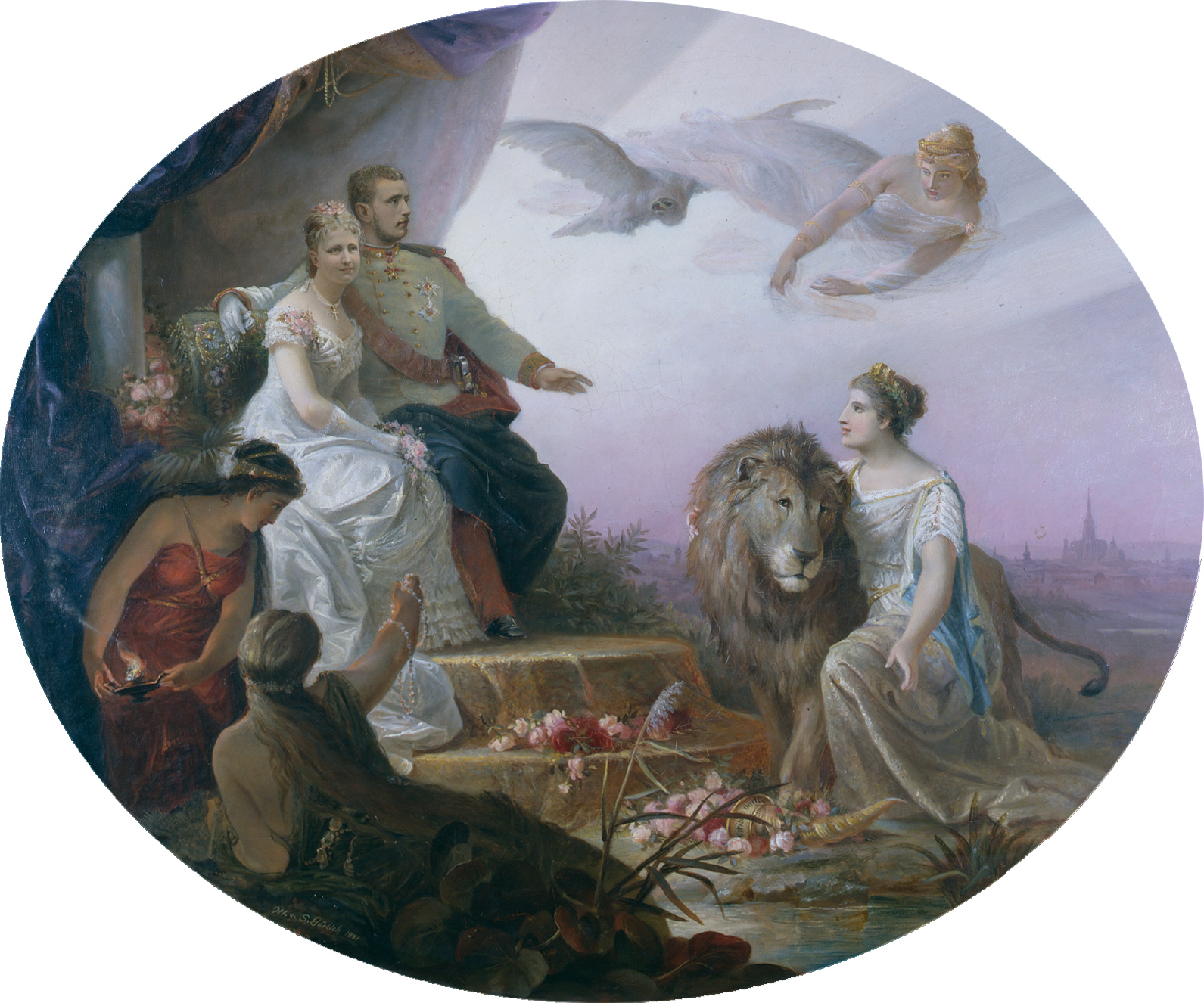
Allégorie du mariage de Stéphanie et Rodolphe par Sophia et Maria Görlich (1881).
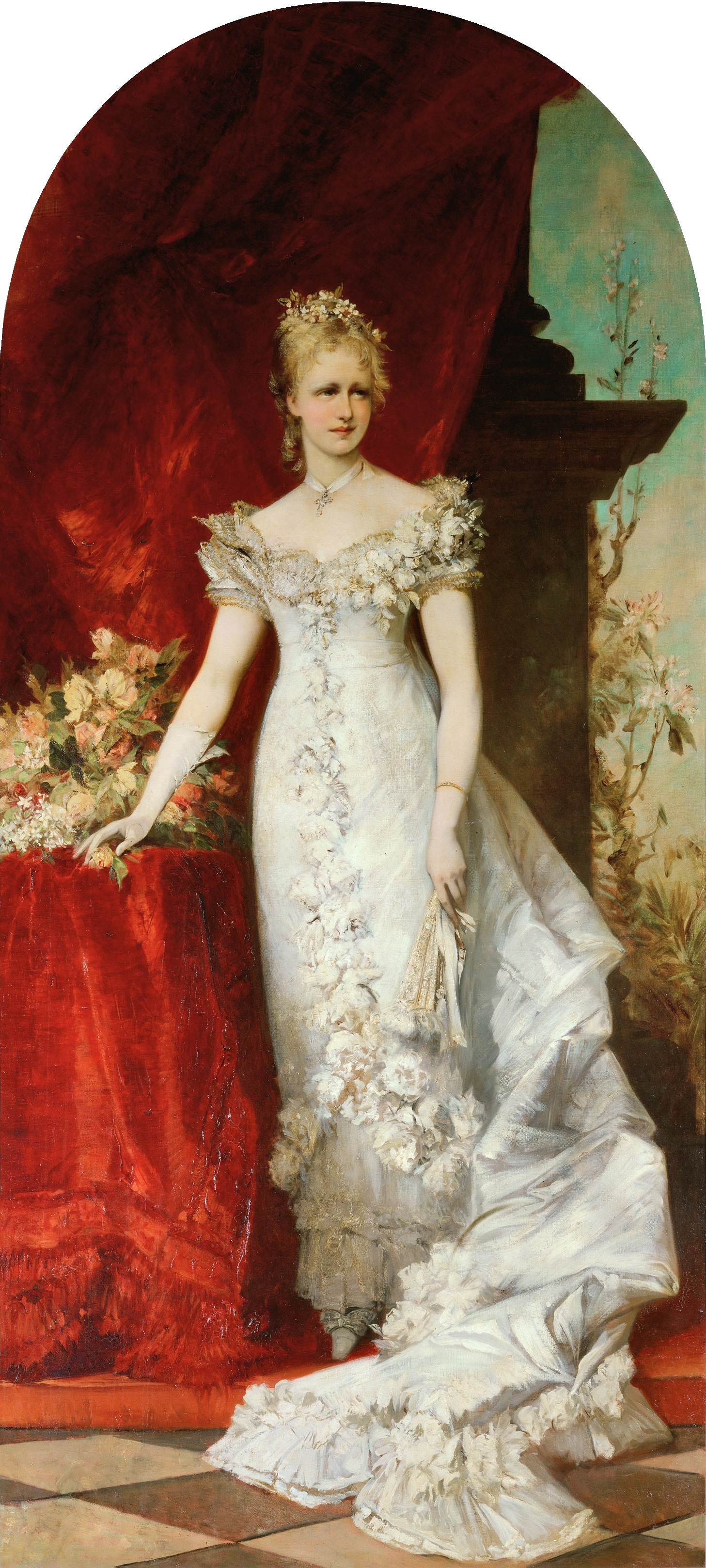
Stéphanie lors de ses fiançailles par Hans Makart (1880).
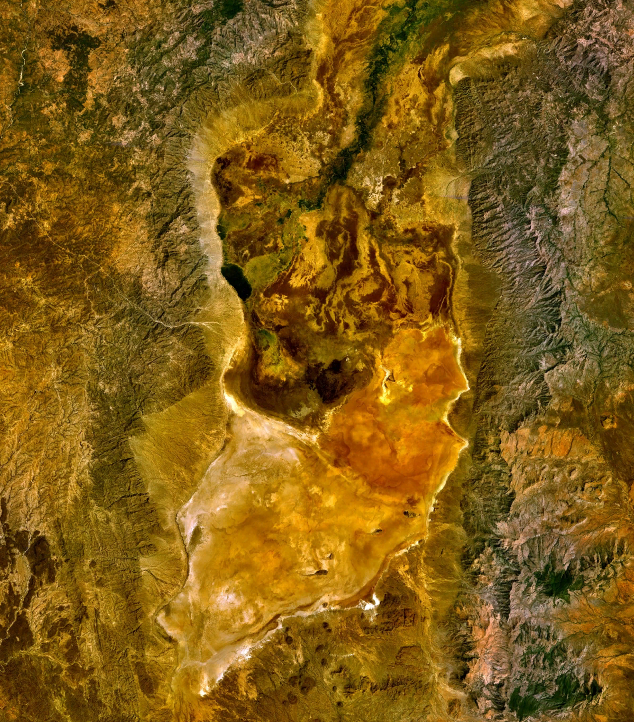
Le lac Stéphanie vu par un satellite.